# Marek Krajewski

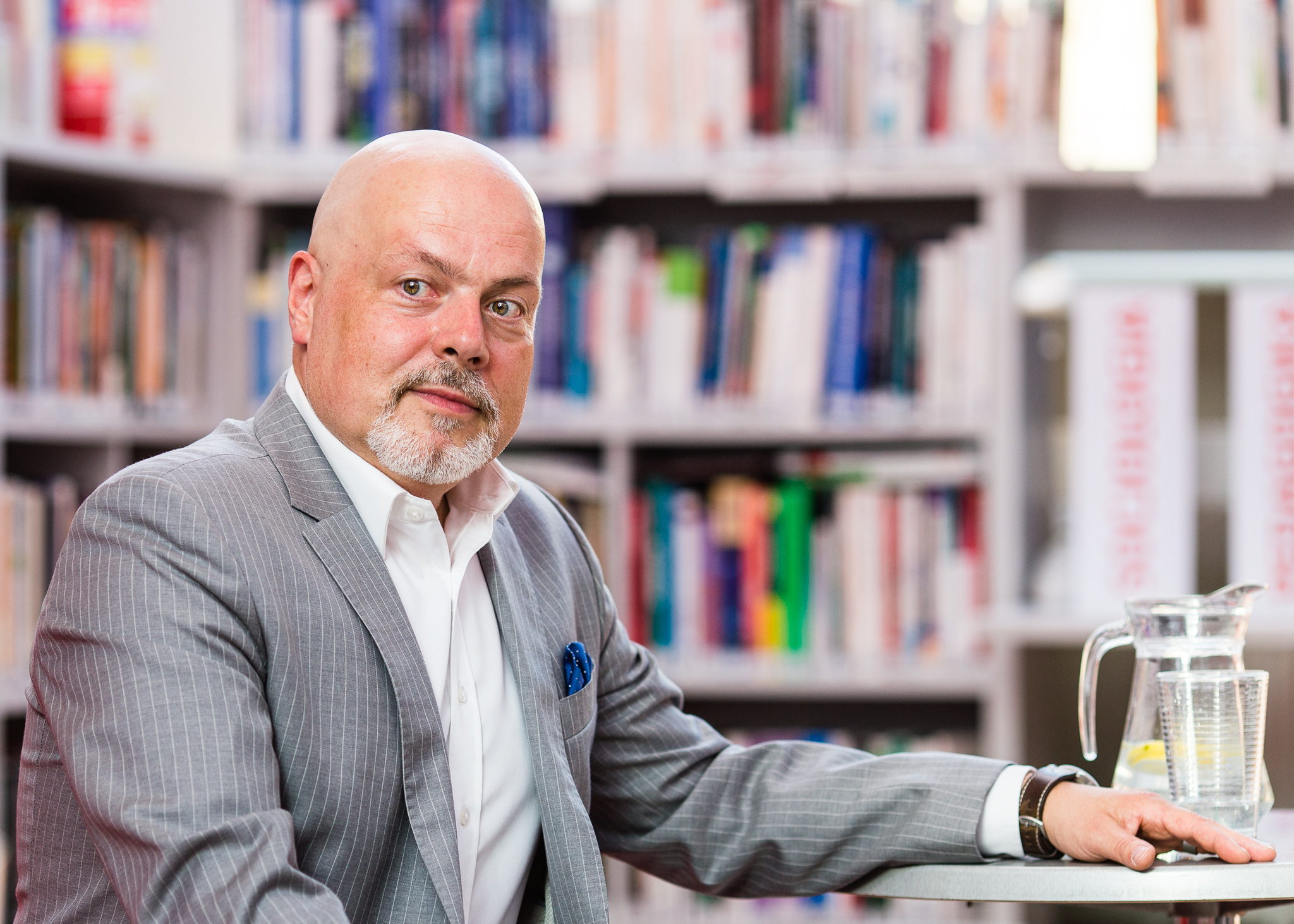
Marek Krajewski (2019)

Marek Krajewski, född 7 september 1966 i Wrocław, är en polsk språkvetare och författare.
Krajewski är till utbildningen klassisk filolog; han doktorerade på en avhandling om grekiska lånord hos Plautus vid Wrocławs universitet 1999. Han undervisade vid universitetet fram till 2007 då han blev författare på heltid.
Krajewskis skönlitterära verk har översatts till 14 språk. Han är mest känd för sin deckarserie om detektiven Eberhard Mock. Den utspelar sig i Wrocław (som då var tyskt och hette Breslau) på 1920- och 30-talen. Av dessa har Widma w Miescie Breslau översatts till svenska som Vålnader i Breslau.

## Verk på svenska
- 2009 – Vålnader i Breslau; översättning Lisa Mendoza Åsberg